# Mieczysław Wojnicki

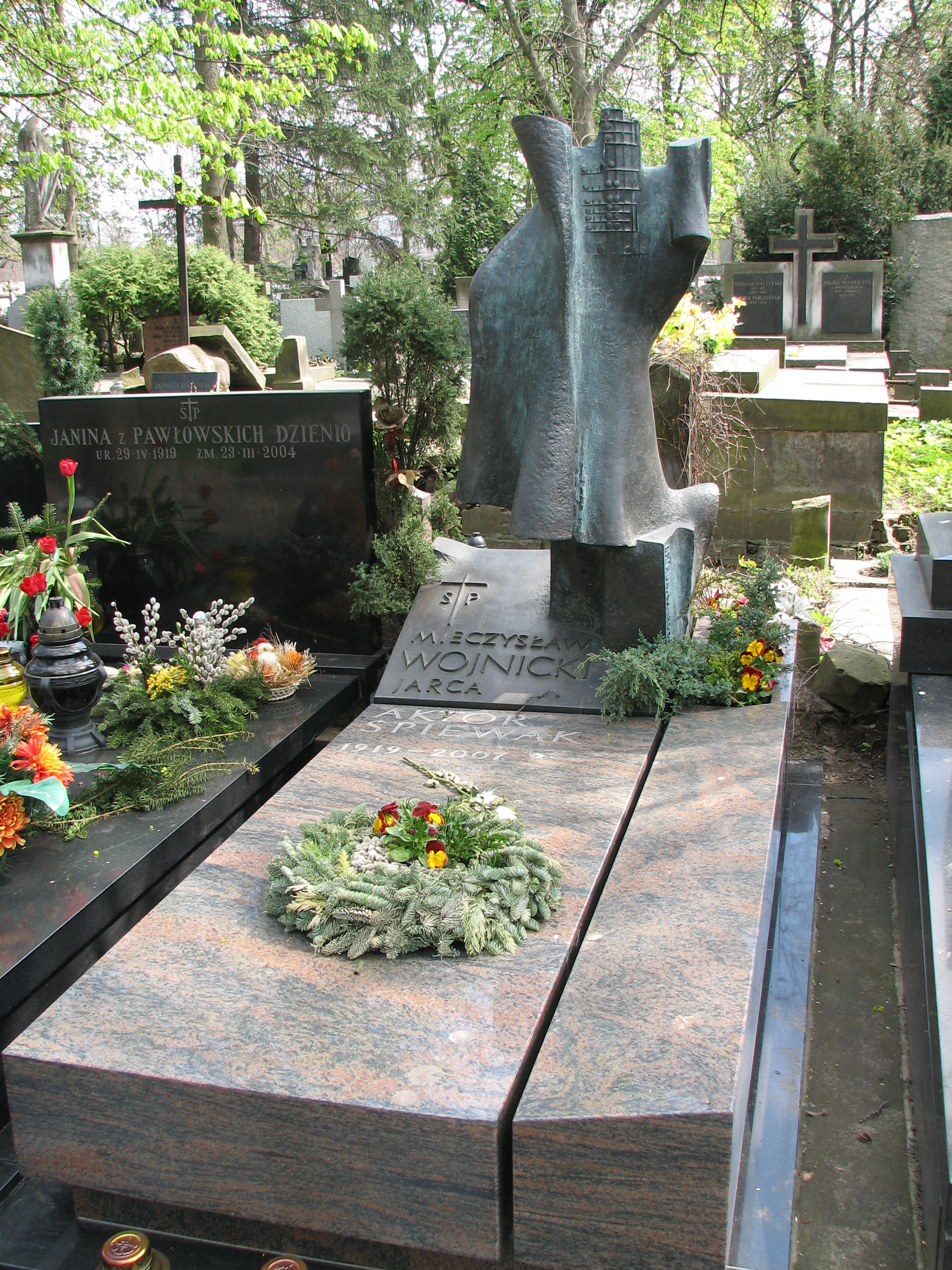
Grób Mieczysława Wojnickiego na cmentarzu Powązkowskim w Warszawie

Mieczysław Wojnicki, właściwie Mieczysław Jarca (ur. 18 września 1919 w Częstochowie, zm. 13 stycznia 2007 w Warszawie) – polski piosenkarz i aktor operetkowy, wykonawca znanych przebojów z lat 60.

## Życiorys
Absolwent Gimnazjum im. R. Traugutta w Częstochowie (1938). Ukończył studia na Wydziale Aktorskim PWST w Krakowie, a zadebiutował w 1944 roku w Wilnie. W latach 40. pracował w teatrach muzycznych Poznania i Łodzi. Od 1949 w Warszawie, zdobył popularność jako czołowy artysta operetki. Od lat 50. współpracował także z kabaretami (np. Wagabunda) i grupami estradowymi, między innymi Podwieczorek przy mikrofonie.
Na początku lat 50. wystąpił w epizodach filmowych: Miasto nieujarzmione (1950) jako żołnierz niemiecki oraz Młodość Chopina (1951) jako porucznik Pisarzewski.
Często był autorem słów do śpiewanych przez siebie włoskich piosenek. Największe przeboje: 
- Kaczuszka i mak (muz. Vittorio Mascheroni, sł. Mieczysław Wojnicki, oryginalny tytuł Papaveri e papere, z repertuaru Teddy Reno)
- Jabłuszko (pełne snu) (muz. Bogusław Klimczuk, sł. Tadeusz Urgacz)
- Zakochani są wśród nas (muz. Jerzy Matuszkiewicz, sł. Janusz Kondratowicz)
- W maleńkiej kawiarence (muz. Fred Raymond, sł. Tymoteusz Ortym)

Był dwukrotnie żonaty. Jego pierwszą żoną była ceniona śpiewaczka Opery Poznańskiej Krystyna Kostalówna. Drugą dużo młodsza od niego Anna, jego wielbicielka.
Pochowany na cmentarzu Powązkowskim (kwatera 43-6-16).

## Odznaczenia
- Odznaka 1000-lecia Państwa Polskiego (1967)[2]